# Сидоренко Дмитро Петрович
Сидоренко Дмитро Петрович (нар. 8 листопада 1985) — український підприємець, співзасновник концертної агенції «PMK Event Agency», власник клубів «ATLAS», «ROOF», «Зеленый Театр» і бару «BarBaraBar», генеральний директор і засновник фестивалю Atlas Weekend.

## Життєпис
Сидоренко народився 8 листопада 1985 року.
Навчався в Державному університеті телекомунікацій за спеціальністю «Безпека інформаційних і комунікаційних систем» і 2008 року здобув диплом магістра.
В інтерв'ю Андрію Федоріву Сидоренко розповів, що першим його бізнесом був продаж аудіо- і відеокасет, унаслідок чого виникло бажання займатись організацією концертів.

### Особисте життя
Дмитро Сидоренко одружений із Тетяною Могилою з 2015 року. Пара виховує двох синів.

## Професійна діяльність
На початку 2000 разом з Євгеном Красавцевим заснував концертне агентство «PMK», яке займаються організацією різноманітних подій, концертів і турів для музичних виконавців.

### Зелений театр
У 2011 році компанія Дмитра Сидоренка бере в довгострокову суборенду Зелений театр і фактично з нуля перетворює його в літній концертний майданчик, вклавши з 2011 по 2014 рік майже півмільйона доларів США.
У 2014 році місто забрало Зелений театр у своє управління, що дало можливість Сидоренку зайнятися першим фестивалем Atlas Weekend. Однак 2018 року Зелений театр знову повернувся в суборенду до Дмитра Сидоренка.

### Клуб Atlas
У 2014 році Дмитро Сидоренко заснував клуб Atlas. Концертний майданчик вміщує в собі близько 1300 відвідувачів і знаходиться в центрі Києва. За рік в Atlas проходить близько 300 подій, більшість з яких розпродаються повністю.
У 2015 році в одному з приміщень клубу Сидоренко відкрив BarBara Bar.
2016 року Atlas отримав нагороду «Кращий нічний клуб» премії «Вибір року».

### Atlas Weekend

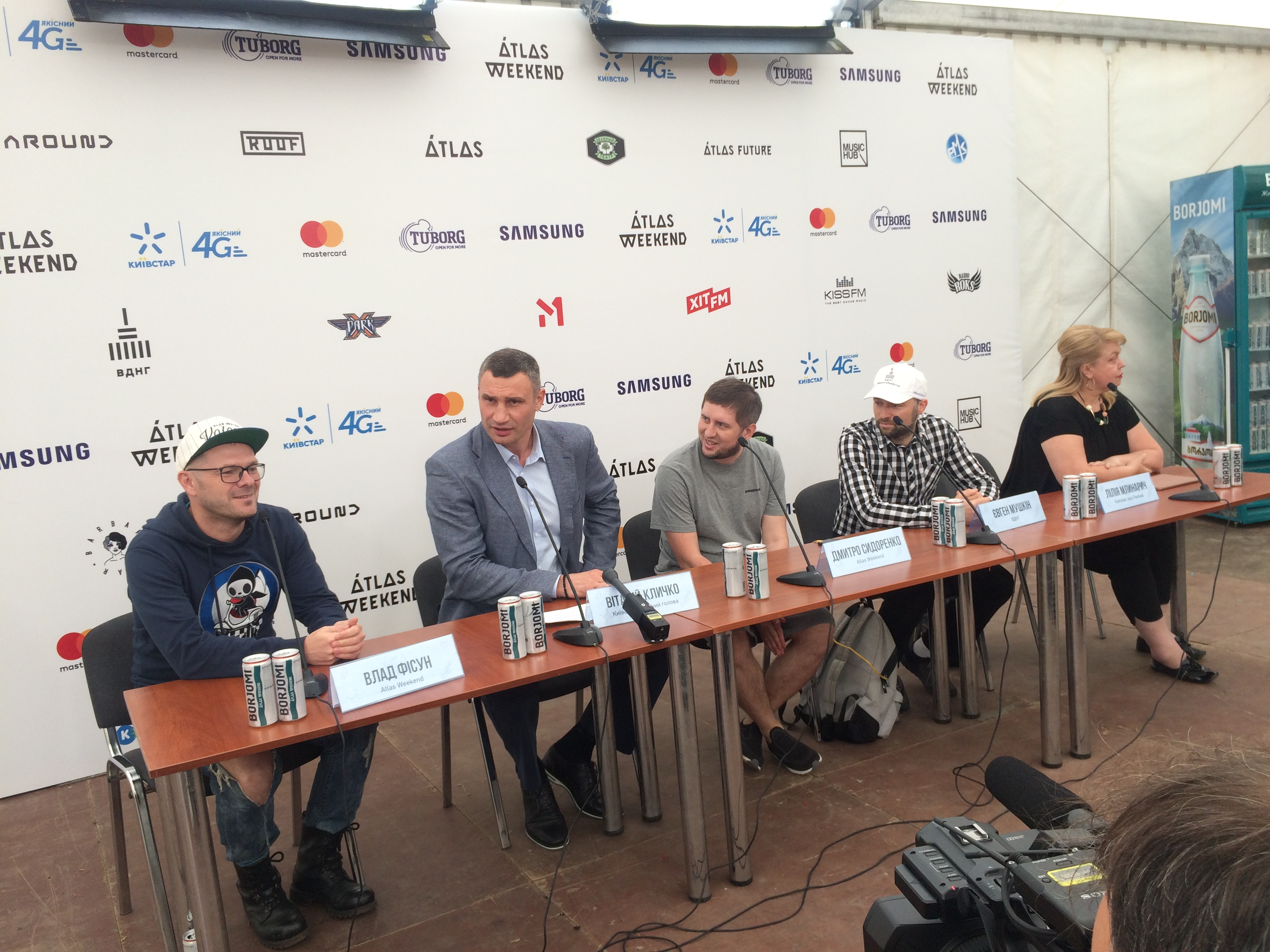
Сидоренко (третій зліва) на прес-конференції Atlas Weekend 2017

У 2015 році Дмитро Сидоренко заснував фестиваль Atlas Weekend, для організації якого він продав свою квартиру. Фестиваль отримав назву від вищезгаданого клубу Atlas, теж заснованого Сидоренком.
Фестиваль став найбільшим фестивалем України й СНД, адже його щорічно відвідують понад півмільйона відвідувачів.
У 2017 році Дмитро здійснив свою мрію дитинства — привіз на Atlas Weekend гурт The Prodigy, проте на його виступі не зміг побувати.
2018 року фестиваль увійшов в десятку кращих фестивалів світу за версією видання Gigwise.
Журнал Новое время році включив Сидоренка у список людей, хто ефективніше і яскравіше всіх рухав Україну вперед у 2019 році "за створення фестивалю світового рівня ".

### Roof

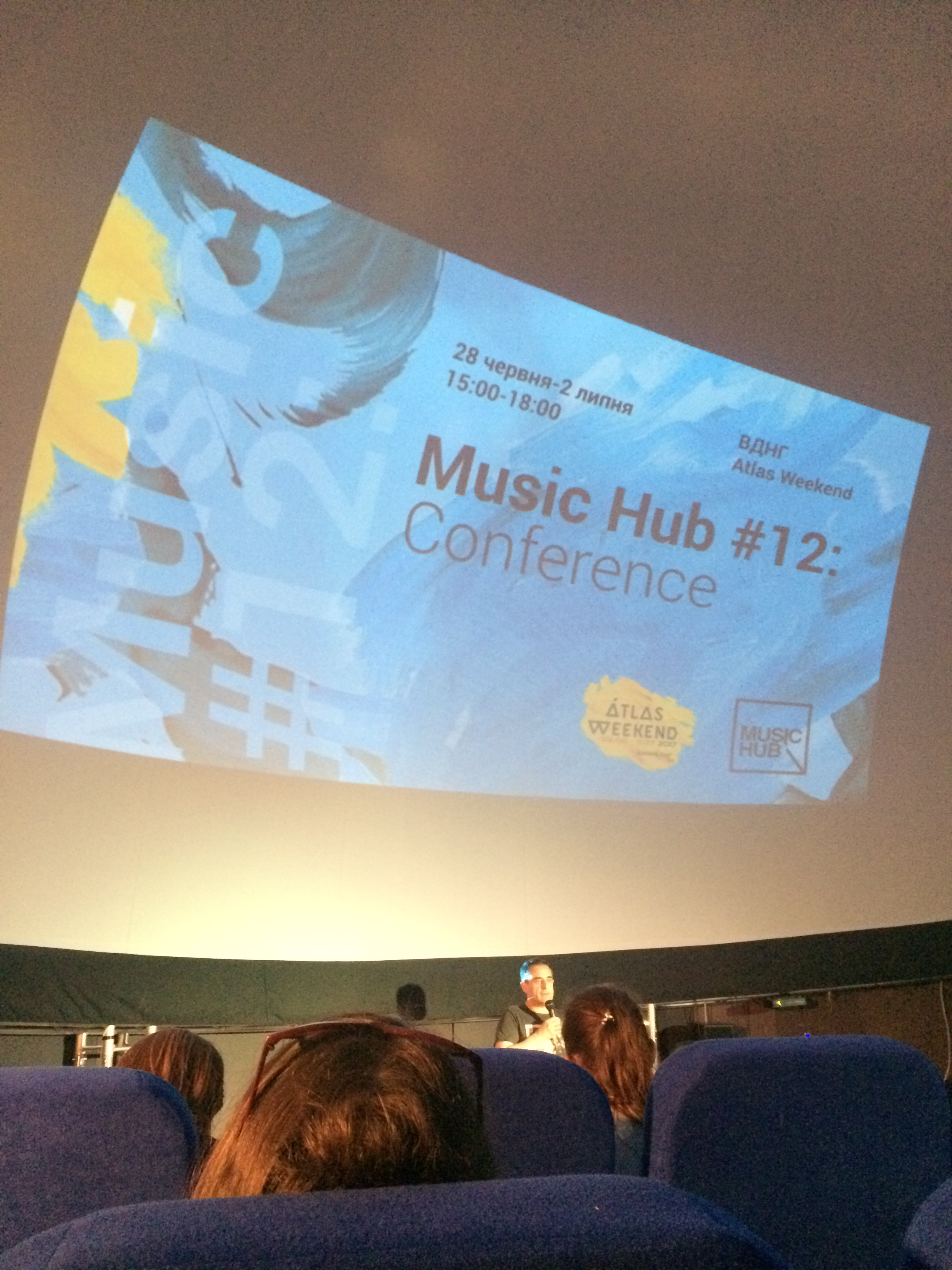
Music Hub Conference на Atlas Weekend

У 2016 році відкрився ROOF — концертний майданчик на даху будівлі, де знаходиться клуб Atlas. Місткість майданчику до 1500 осіб. Саме на цьому даху в центрі Києва були ексклюзивні презентації альбому Океану Ельзи «Без Меж» (15 травня) і кліпу Pianoбой «Родимки» (24 травня).

### Інші проєкти
У 2016 році заснував Music Hub — відкриту платформу для взаємодії учасників музичної індустрії. Під час Atlas Weekend 2017 відбулася конференція Music Hub Conference.
2019 року разом з Олександром Санченком заснував громадську організацію «Всеукраїнська асоціація музичних подій» (скор. ВАМП) для представлення інтересів членів асоціації перед Верховною Радою, Кабінетом міністрів, Міністерством культури та іншими інституціями влади на всіх рівнях.